# Jacques Marcotte
Pour les articles homonymes, voir Jacques Marcotte (homme politique) et Marcotte.
Jacques Marcotte est un scénariste et acteur québécois, né en 1948 et mort en 2015 à l'âge de 67 ans.

## Filmographie

### comme scénariste
- 1974 : Bar Salon
- 1976 : L'Eau chaude, l'eau frette
- 1983 : Au clair de la lune
- 1990 : Une histoire inventée
- 1994 : Le Vent du Wyoming
- 1996 : J'aime, j'aime pas
- 1998 : L'Âge de braise

### comme acteur
- 1971 : Le Retour de l'immaculée conception
- 1974 : Night Cap
- 1974 : Bar Salon : Robert
- 1976 : L'Eau chaude, l'eau frette : Victor
- 1992 : Léolo : Fisher

## Récompenses et nominations

### Récompenses
- Prix de la SARDEC pour le scénario de J'aime, j'aime pas (en collaboration avec Sylvie Groulx)